# Michael Gechter
Michael Gechter (* 27. Oktober 1946 in Hamburg; † 18. Juni 2018 in Rheinbach) war ein deutscher Provinzialrömischer Archäologe, der grundlegende Arbeiten zur römischen Besiedlung des Rheinlandes und speziell zum Niedergermanischen Limes vorgelegt hat.

## Früher Werdegang
Anfang der 1970er Jahre grub Michael Gechter als junger Archäologe unter der Leitung von Gustav Müller in Novaesium im heutigen Neuss. Mit der noch von Hans Schönberger angeregten Dissertationsschrift Die Anfänge des Niedergermanischen Limes wurde Gechter 1974 an der Rheinischen Friedrich-Wilhelms-Universität Bonn bei Harald von Petrikovits promoviert. Diese Veröffentlichung gilt bis heute als Standardwerk für die Provinzialrömische Archäologie des Niedergermanischen Limes, den Gechter neben Christoph B. Rüger und Julianus Egidius Bogaers erstmals als ganzheitliches, geschlossenes Verteidigungssystem begriff. Das Werk bildete den Grundstein, auf dem letztlich die Erhebung des Niedergermanischen Limes zum UNESCO-Weltkulturerbe 2021 basiert. 1975 wurde er als wissenschaftlicher Grabungsleiter beim Landschaftsverband Rheinland angestellt, grub zunächst in der Colonia Ulpia Traiana und in Vetera (heute Xanten) und leitete ab 1978 die Ausgrabungen in Bonn. 1980 erfolgte seine Verbeamtung. 1982 gründete Gechter den „Unkeler Kreis“, einen Zirkel von Archäologen, die übergeordnete Denkansätze und Fragestellungen ihrer Disziplin diskutierten und methodisch weiterentwickeln wollten. Die Ergebnisse ihrer Symposien verbreiteten sich und regten in Fachkreisen einen grundlegenden Diskurs über zukünftige Wege der Archäologie an. Insgesamt schuf er in den 1980er Jahren in der Zusammenarbeit mit Jürgen Kunow die noch bis heute gültigen Grundlagen der Limesforschung am Niedergermanischen Limes. 1987, im Rahmen der Neustrukturierung der Archäologie im Rheinland und der Auslagerung der Bodendenkmalpflege aus dem Rheinischen Landesmuseum, wurde er zum kommissarischen Leiter dieser neugebildeten Dienststelle berufen und war damit der Gründungsdirektor des Rheinischen Amts für Bodendenkmalpflege noch vor Harald Koschik. Nach dessen Amtsantritt noch im selben Jahre war Gechter zunächst Leiter der Abteilung Prospektion, bevor er von 1989 an Chef der Außenstelle Overath wurde.

## Leiter der Außenstelle Overath (1989 bis 2012)
Der Zuschnitt des Zuständigkeitsbereichs dieser Außenstelle mit ihrem Sitz auf Gut Eichthal, an dem Gechter wohl selber mitgewirkt hatte, entsprach seiner Spezialisierung auf den Niedergermanischen Limes. Umfasste er doch im Linksrheinischen die Militärlager Novaesium (Neuss), Durnomagus (Dormagen) und das Legionslager Bonn sowie im Rechtsrheinischen Haus Bürgel. In Overath wirkte Gechter von seiner Berufung 1989 bis zu seiner Pensionierung im Jahr 2012 und war so in diesem Zeitraum für alle Ausgrabungen in dem beschriebenen Bereich zuständig. Dabei gingen seine Interessen, nicht zuletzt bedingt durch seine Aufgaben, die er nun auch in rechtsrheinischen Gegenden wahrzunehmen hatte, weit über die Provinzialrömische Archäologie hinaus. So entwickelte er eine Affinität zur Montanarchäologie und für die Relikte des Zweiten Weltkriegs. Speziell in der Montanarchäologie des Bergischen Landes setzte er während seines Wirkens in Overath wissenschaftlich Maßstäbe.
Gechter galt bei seinen Kollegen und Mitarbeitern als kantiger, eigenwilliger Mensch, der jedoch stets frei von hierarchischem Denken den offenen Dialog suchte. Ein Ausspruch wie

„Sie denken etwas Anderes, als Sie sagen.
Sagen Sie doch mal, was Sie denken!“

war typisch für ihn.
Als Leiter der Außenstelle Overath bemühte er sich neben seinen eigentlichen Aufgaben um den akademischen Nachwuchs und die Rekrutierung ehrenamtlicher Bodendenkmalpfleger. Zahlreichen Studierenden der Universität Bonn und der Universität zu Köln vermittelte er Grundlagenkenntnisse der römischen Keramik, der Feldarchäologie und der Montanarchäologie und betreute in diesen Bereichen viele Abschlussarbeiten. Systematisch scharte er Ehrenamtliche um sich, die er regelmäßig zu Bodendenkmalpflegern schulte und fortbildete.

## Ruhestand und Novaesium-Projekt (2012 bis 2018)
Gechters letztes Projekt, an dem er nach seiner Pensionierung intensiv arbeitete, eine großangelegte Monographie über die Ausgrabungen Gustav Müllers in Novaesium, konnte er nicht mehr selber vollenden. Erst postum, 2024, erschien das Werk Die augusteisch-tiberischen Lager von Novaesium in der Reihe Limesforschungen der Römisch-Germanischen Kommission des Deutschen Archäologischen Instituts. Die Arbeit widmet sich den älteren Militärlagern der augusteisch-tiberischen Zeit in Neuss. Im Gegensatz zu dem bereits gut erforschten sogenannten Koenenlager in Neuss-Gnadenthal wurden diese Ausgrabungen, die in den 1960er und 1970er Jahren von der Deutschen Forschungsgemeinschaft finanziert worden waren, nie publiziert, da Gustav Müller frühzeitig verstarb und keine Auswertung seiner Dokumentation mehr erstellen konnte. Diese Arbeit stellte bei ihrem Erscheinen ein Desiderat der Provinzialrömischen Archäologie dar.
Zeit seines Schaffens hat Gechter mehr als 170 Schriften publiziert. Als grundlegend und zukunftsweisend gelten bis heute seine Arbeiten zur Provinzialrömischen Archäologie im Allgemeinen und zum Niedergermanischen Limes im Besonderen. Wegweisendes leistete Gechter auch im Bereich der Montanarchäologie. Mit seinen Arbeiten prägte er für Jahrzehnte die Limesforschung sowie die Bodendenkmalpflege und setzte in beiden Bereichen neue Maßatäbe.
Am 14. Juni 2018 verstarb Michael Gechter in Rheinbach und wurde in einem Friedwald in Bad Münstereifel bestattet.

„Mit dem Tod von Dr. Michael Gechter verlieren wir einen herausragenden Forscher, leidenschaftlichen Feldarchäologen und eine Persönlichkeit, die die Bodendenkmalpflege im Rheinland über Jahre maßgeblich geprägt hat. Auch ich persönlich verdanke ihm sehr viel.“

## Schriften (Auswahl)
- Vetera. In: Julianus Egidius Bogaers, Christoph B. Rüger (Hrsg.): Der niedergermanische Limes. Materialien zu seiner Geschichte. Rheinland Verlag, Köln 1974, ISBN 3-7927-0194-4, S. 106–111.
- Die Anfänge des Niedergermanischen Limes. In: Bonner Jahrbücher. 179, 1979, S. 1–138 (Digitalisat).
- mit Christoph B. Rüger, Jürgen Binias und Volker Zedelius: Die spätrömische Großfestung in der Colonia Ulpia Traiana. In: Bonner Jahrbücher. Band 179, 1979, S. 499–52. (Digitalisat).
- Die Fibeln des Kastells Niederbieber. In: Bonner Jahrbücher. Band 180, 1980, S. 589–610 (Digitalisat).
- Das spätantike Bonner Legionslager. In: W. S. Hanson, L. J. F. Keppie (Hrsg.): Roman Frontier Studies XII. BAR Int. Ser. 71 (Oxford 1980), S. 531–539.
- mit Hans-Eckart Joachim und Jürgen Kunow: Ausgrabungen und Funde 1980. In: Bonner Jahrbücher. Band 182, 1982, S. 457–544 (Digitalisat).
- mit Jürgen Kunow: Der frühkaiserzeitliche Grabfund von Mehrum. In: Bonner Jahrbücher. Band 183, 1983, S. 449–468 (Digitalisat).
- mit Jürgen Kunow: Der römische Gutshof von Rheinbach-Flerzheim, Rhein-Sieg-Kreis. In: Ausgrabungen im Rheinland. 1981/82 (1983), S. 154–178.
- mit Jochen Giesler, Hans-Eckart Joachim und Jürgen Kunow: Ausgrabungen und Funde 1981. In: Bonner Jahrbücher. Band 183, 1983, S. 603–688 (Digitalisat).
- Beobachtungen zur Sozialstruktur des römischen Militärs in den Nordwestprovinzen anhand des Fibelaufkommens. In: Ludwig Pauli: Archäologie und Kulturgeschichte. Symposium in Saerbeck. Beiträge zur Erforschung von Sozialstrukturen und Randkulturen. O.O.u.V. 1984, S. 5–16.
- Das Alltagsleben im römischen Neuss. In: Heinrich Chantraine u. a. (Hrsg.): Das römische Neuss. Theiss, Stuttgart 1984, S. 121–147.
- mit Hans-Eckart Joachim und Jürgen Kunow: Ausgrabungen und Funde 1982. In: Bonner Jahrbücher. Band 184, 1984, S. 573–661 (Digitalisat).
- Ausgrabungen im Bereich des Neusser Legionslagers in den Jahren 1983 und 1984. In: Ausgrabungen im Rheinland 1983/84. (1985), S. 115–120.
- mit Hans-Eckart Joachim und Jürgen Kunow: Ausgrabungen und Funde 1983. In: Bonner Jahrbücher. Band 185, 1985, S. 425–513 (Digitalisat).
- mit Jürgen Kunow: Zur ländlichen Besiedlung des Rheinlandes in römischer Zeit. In: Bonner Jahrbücher. Band 186, 1986, S. 377–396 (Digitalisat).
- mit Brigitte Beyer, Hans-Eckart Joachim und Jürgen Kunow: Ausgrabungen und Funde 1984. In: Bonner Jahrbücher. Band 186, 1986, S. 557–676 (Digitalisat).
- Castra Bonnensia. Das römische Bonn. Bayerische Vereinsbank, Donauwörth 1989.
- mit Hans Dieter Stöver: Report aus der Römerzeit. Vom Leben im römischen Germanien. Theiss, Stuttgart 1989, ISBN 3-8062-0457-8.
- Römischer Bergbau in der Germania Inferior. Eine Bestandsaufnahme. In: Ulrich Zimmermann, Heiko Steuer (Hrsg.): Montanarchäologie in Europa. Berichte zum internationalen Kolloquium »Frühe Erzgewinnung und Verhüttung in Europa« in Freiburg/Breisgau vom 4. bis 7. Oktober 1990, Thorbecke, Stuttgart 1993, ISBN 3-7995-7354-2, S. 161–165.
- mit Peter Bürschel: Ausgrabungen in Haus Bürgel. In: Archäologie im Rheinland 1993. Rheinland Verlag, Bonn 1994, ISBN 3-7927-1434-5, S. 94–96.
- Das römische Bonn. Ein historischer Überblick. In: Manfred van Rey: Geschichte der Stadt Bonn, Band 1. Bonn von der Vorgeschichte bis zum Ende der Römerzeit. Stadt Bonn, Bonn 2001, ISBN 3-922832-26-1, S. 35–133.
- Early Roman military installations and Ubian settlements in the Lower Rhine. In: Thomas Blagg, Martin Millett (Hrsg.): The early Roman empire in the West. 2. Auflage. Oxford Books 2002, ISBN 1-84217-069-4, S. 97–102.
- Die Militärgeschichte am Niederrhein von Caesar bis Tiberius. Eine Skizze. In: Thomas Grünewald, Sandra Seibel (Hrsg.): Kontinuität und Diskontinuität. Die Germania inferior am Beginn und am Ende der römischen Herrschaft, Beiträge des deutsch-niederländischen Kolloquiums in der Katholieke Universiteit Nijmegen, 27. bis 30.6.2001. (= Reallexikon der germanischen Altertumskunde. Ergänzungsband 35). De Gruyter, Berlin 2003, S. 147–159.
- Die Militärgeschichte am Niederrhein von Caesar bis Traian. In: Holger Müller (Hrsg.): Krieg und Frieden. Kelten, Römer und Germanen. Ausstellungskatalog. Wissenschaftliche Buchgesellschaft, Darmstadt 2007, ISBN 978-3-89678-349-3, S. 89–96.
- Neue Forschungen zu den augusteisch-tiberischen Militäranlagen am Niederrhein. In: Rudolf Aßkamp, Tobias Esch (Hrsg.): Imperium – Varus und seine Zeit. Beiträge zum internationalen Kolloquium des LWL-Römermuseums am 28. und 29. April 2008 in Münster. Aschendorff, Münster 2010, ISBN 978-3-402-15007-8, S. 97–104.
- (postum) Die augusteisch-tiberischen Lager von Novaesium. Novaesium X. Auf Grundlage der Befundbearbeitungen durch Gustav Müller und Marion Euskirchen (= Limesforschungen. Band 32). Gebr. Mann, Berlin 2024, ISBN 978-3-7861-2903-5.